# كونيزة جرداء
كونيزة جرداء (الاسم العلمي: Conyza glabrescens) هي نوع من النباتات يتبع جنس الكونيزة من الفصيلة النجمية.